# Nicolaes van Verendael

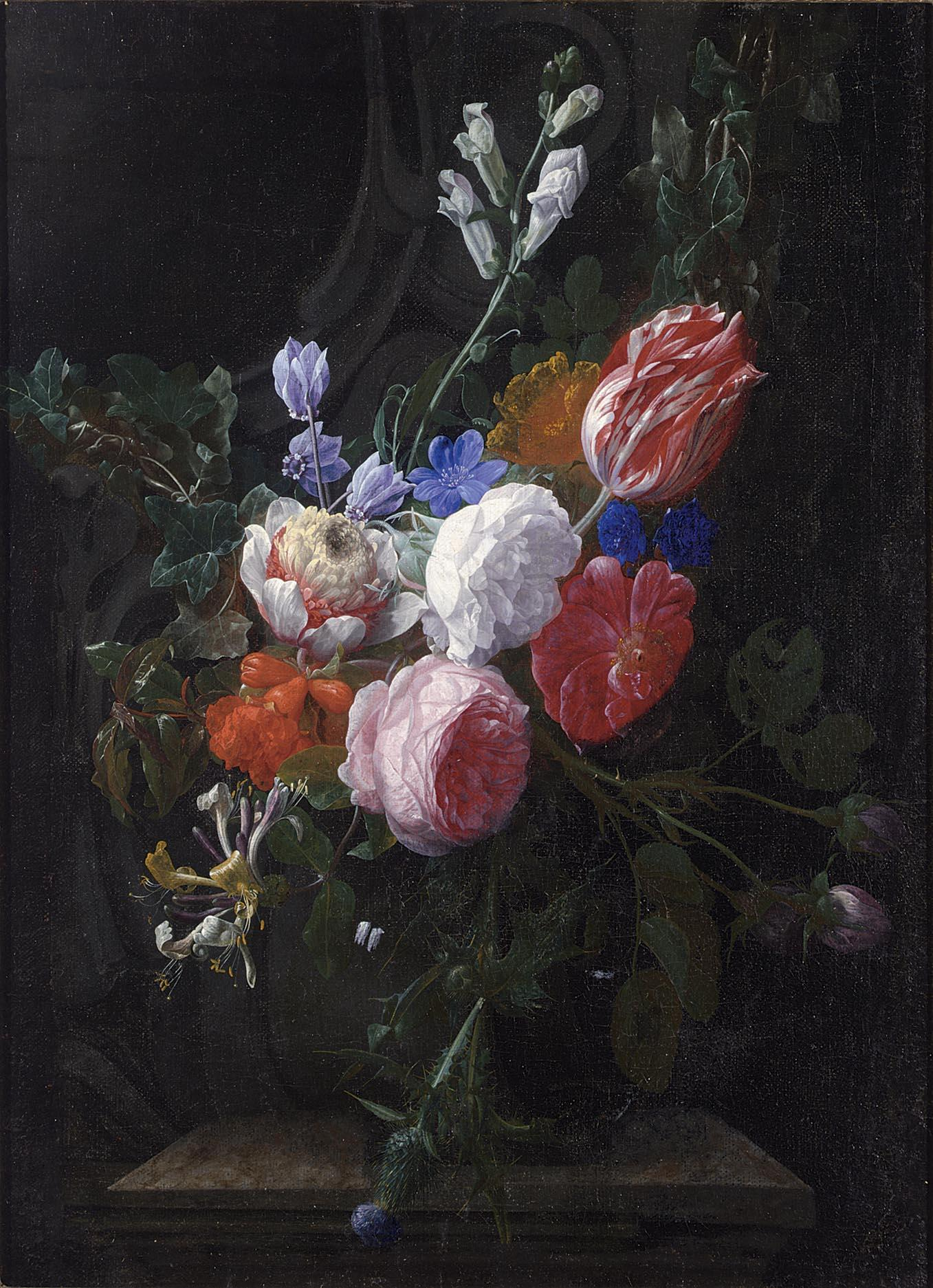
Ramo

Nicolaes van Verendael (1640 — 1691) foi um pintor flamengo, mais conhecido em Antuérpia, principalmente, por suas pinturas de flores. Nicolaes atuou como forte colaborador para outros pintores da região, adicionando às composições deles elementos da vida morta. Entre suas pinturas também estavam um grande número de cantoras e, por sua originalidade admirável, macacos vestidos e atuando como humanos.

## Vida
Nicolaes van Verendael foi batizado na Igreja de Santo André em Antuérpia, em 19 de fevereiro de 1640. Ele treinou e aprendeu técnicas com seu pai Willem van Veerendael. Apesar de não ter sido formalmente registrado como pupilo na Guilda de Antuérpia de São Lucas, foi admitido na Guild como filho de um membro em 1657.[carece de fontes?]
Casou com Catharina van Beveren, a filha de 17 anos do proeminente escultor Antwerp Mattheus van Beveren.  O casal teria 11 filhos, um dos quais nasceu após a morte do artista. Apesar de sua grande reputação entre outros artistas, Van Verendael nunca deixou de ter problemas financeiros, pois ele realizava seus trabalhos com certa lentidão. Como resultado, ele viveu modestamente.[carece de fontes?]
Foi professor de alguém apelidado como "padre Cano" e do pintor de flores Jean Baptiste Morel.

## Trabalho

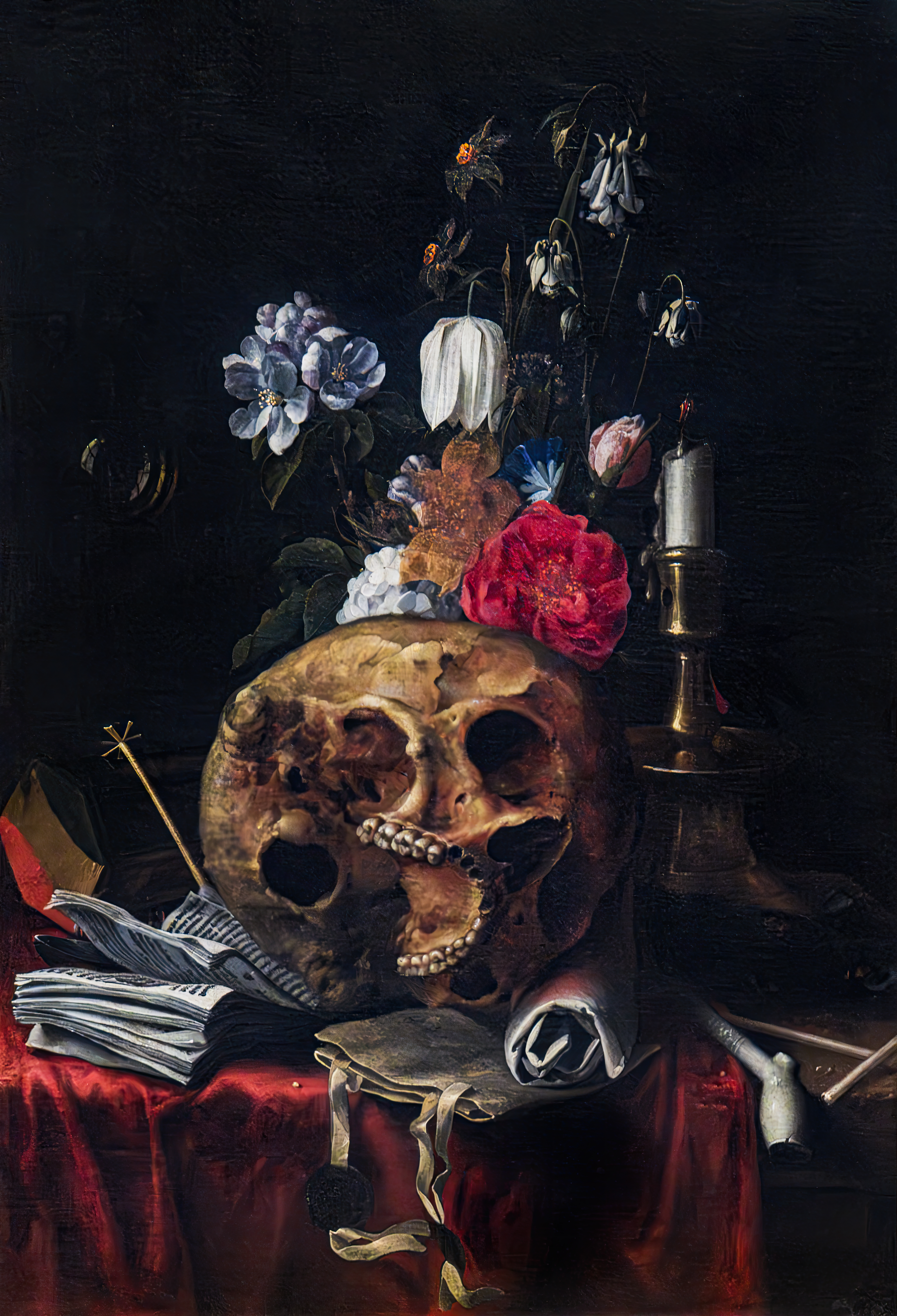
Alegoria da Vaidade de Nicolaes Van Verendael - Gallerie dell'Accademia (Veneza).

Van Verendael pintou principalmente pedaços de flores e algumas cenas alegóricas com macacos. Suas obras datadas são do período entre 1659 e 1690.  Ele foi altamente reconhecido, desde muito jovem, quando começou a trabalhar com alguns dos principais pintores de Antuérpia, como David Teniers, Gonzales Coques, Erasmus Quellinus II, Jan Boeckhorst, Carstian Luyckx e Jan Davidsz. de Heem.
Seu trabalho inicial mostra forte influência do principal pintor da vida selvagem de Antuérpia, Daniel Seghers, mas ele usou cores mais fortes e mais contrastantes. Suas primeiras pinturas de flores representavam buquês pequenos, brilhantes e graciosos em vasos altos, estreitos ou guirlandas que cercavam uma figura ou cena religiosa. Essas pinturas de guirlanda foram uma invenção de Jan Brueghel,  do início do século XVII, e geralmente eram colaborações entre uma vida imóvel e um pintor de figuras. Um exemplo de uma obra de van Verendael neste gênero é a Garland em torno da Virgem Maria (Prado, Madri), uma colaboração com um pintor desconhecido. O motivo central é uma escultura, em vez de uma pintura da figura feminina, como era mais comum. A guirlanda das flores é representada em grupos, em vez de em um círculo, e é, portanto, representativa da evolução posterior desse gênero. O sujeito da exaltação da figura de Maria foi uma resposta às crenças protestantes e é reforçado pela inscrição "ego flos campi" ("Eu sou a flor do campo") ao pé do busto.[carece de fontes?]
Mais tarde, ele foi influenciado por Jan Davidsz. de Heem e desenvolveu uma pincelada mais branda em seus últimos anos, tornando-se precursor da pintura de flores flamengas no século XVIII.
Nicolaes van Verendael contribuiu para a propagação do gênero da "cena dos macacos", também chamada de "cantora" (uma palavra que em francês significa uma "careta, comportamento ou truque cômico").  Cenas cômicas com macacos que aparecem em trajes humanos e um ambiente humano são um gênero pictórico que foi iniciado na pintura flamenga no século 16 e posteriormente foi desenvolvido no século XVII. O gravador flamengo Pieter van der Borcht introduziu a cantaria como um tema independente em 1575 em uma série de estampa. Essas impressões foram amplamente disseminadas e o tema foi escolhido por outros artistas flamengos em particular por aqueles em Antuérpia, como Frans Francken, Jan Brueghel, Sebastiaen Vrancx e Jan van Kessel.